# Alba Bouwer-díj
Az Alba Bouwer-díj (Afrikaans: Alba Bouwerprys vir Kinderliteratuur) egy irodalmi díj a Dél-afrikai Köztársaságban, melyet minden harmadik évben ad át a South African Academy of Science and Arts (Tudományok és Művészetek Dél-afrikai Akadémiája) gyermek- és ifjúsági irodalmi kategóriában. A jelölt írók művei 12 éven aluliak számára íródnak a díj átadását megelőző három évben. A díjat a gyermek irodalmi íróról, Alba Bouwerről (1920–) nevezték el, aki az akadémia Scheepers-díját háromszor nyerte el ebben a kategóriában.

## Díjazottak
A díjazottak hivatalos listája:
- 1989 – Freda Linde, Strepie en Kurfie (1987)
- 1992 két nyertes:
  - Barrie Hough, Droomwa (1990) valamint
  - Marietjie de Jongh, Braam en die engel (1991)
- 1995 – Corlia Fourie, Die towersak en ander stories (1994) és Die wit vlinder (1993)
- 1998 – Philip de Vos, Moenie 'n mielie kielie nie (1995)
- 2001 – Martie Preller, Die Balkie-boek (2000)
- 2003 – Leon de Villiers, Droomoog Diepgrawer (2003)
- 2006 – Jaco Jacobs, Wurms met tamatiesous en ander lawwe rympies (2005)
- 2009 – Linda Rode, In die Nimmer-Immer-bos
- 2013 – Elizabeth Wasserman, Anna Atoom-reeks[2]
- 2016 – Kobus Geldenhuys, Hoekom die walvisse gekom het)[3]
- 2019 – Jaco Jacobs, Moenie hierdie boek eet nie! geïllustreer deur Zinelda McDonald[4]
- 2022 – Jaco Jacobs, Die boekwinkel tussen die wolke[5]

## Lásd még
- Irodalmi díjak listája